# Berthold Kellermann
Berthold Kellermann (* 5. März 1853 in Nürnberg; † 14. Juni 1926 in München) war ein deutscher Pianist, Klavierpädagoge, Dirigent und Hochschullehrer.

## Leben

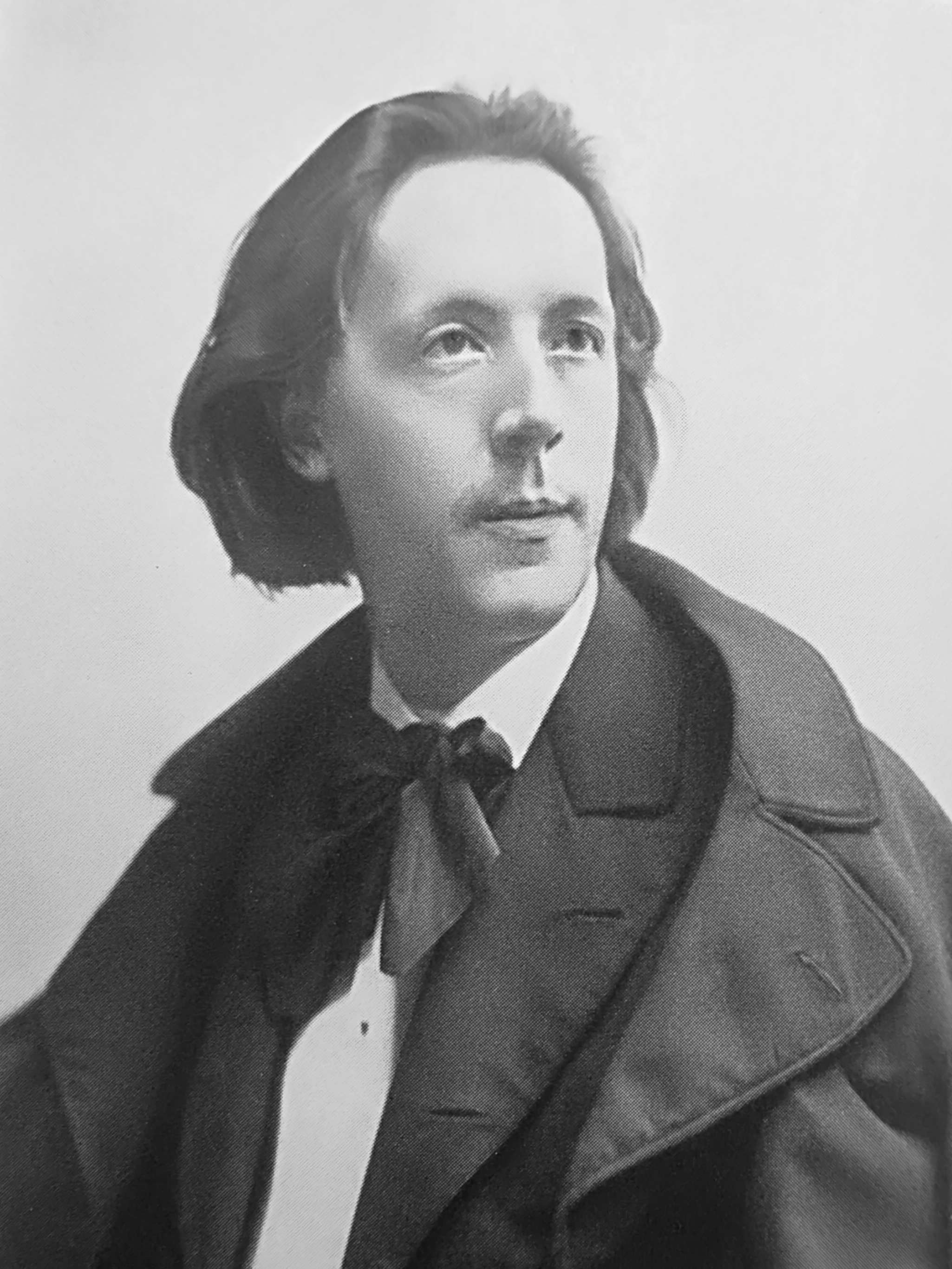
Berthold Kellermann um 1882

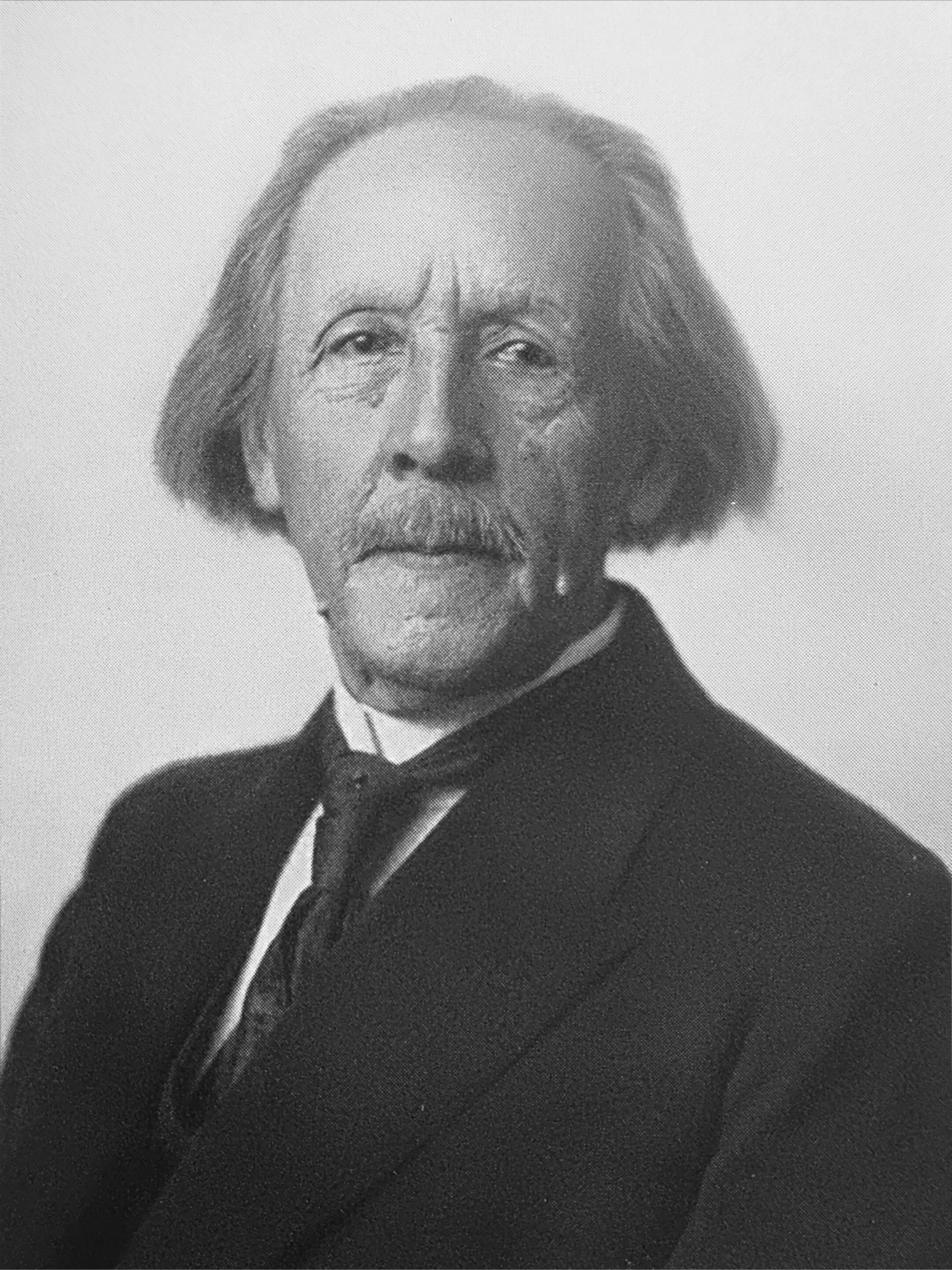
Berthold Kellermann um 1924

Berthold Kellermann verlebte seine Kindheit und Jugend in heutigen Stadtgebiet von Nürnberg. Er wuchs in einem musikalischen Elternhaus auf: Seine Mutter war gesangsbegabt, sein Vater – Lehrer an einer landwirtschaftlichen Schule im heutigen Stadtteil Lichtenhof – war nebenberuflich als Kirchenorganist tätig und erteilte Kellermann seinen ersten Klavierunterricht. Um 1864 trat Kellermann in das Nürnberger Gymnasium Aegidianum ein und besuchte parallel dazu von 1866 bis 1869 die Ramann-Volkmann’sche Musikschule. Sein erstes öffentliches Klavierkonzert gab er 1869 in Schweinfurt.
Nach einer schweren Typhuserkrankung wurde Kellermann ab 1870 als Aushilfslehrer an der Ramann-Volkmann’schen Musikschule angestellt und nahm im selben Jahr zusammen mit deren Leiterin, der Liszt-Biografin Lina Ramann, an der Tonkünstlerversammlung zur Hundertjahrfeier des Geburtstages Ludwig van Beethovens in Weimar teil, wo er Franz Liszt vorgestellt wurde. Zu einer weiteren Begegnung mit Liszt kam es am 22. Mai 1872 bei den Feierlichkeiten zur Grundsteinlegung des Bayreuther Festspielhauses. Liszt zeigte sich interessiert an dem jungen Musiker; am 23. Juni 1872 empfing er Kellermann in seiner Weimarer Wohnung zu einem Vorspiel und nahm ihn als Schüler an.
Kellermanns Studienzeit bei Liszt erstreckt sich von 1873 bis 1878, in den ersten Jahren jeweils von April bis Oktober, später nur noch über einige Wochen im Herbst. Liszt empfahl Kellermann auch eine Übersiedlung nach Berlin zur Erweiterung seiner Allgemeinbildung. Ab 1874 belegte Kellermann zahlreiche Vorlesungen an der Berliner Friedrich-Wilhelms-Universität, u. a. in den Naturwissenschaften, in Medizin, Philosophie sowie  Musik- und Kunstgeschichte. Seinen Unterhalt verdiente er zunächst mit Gelegenheitsarbeiten, später zunehmend als Klavierlehrer; vom Herbst 1875 bis Herbst 1876 ist eine Anstellung an der Neuen Akademie der Tonkunst des Pianisten Theodor Kullak belegt.
Auf Einladung Liszts reiste Kellermann im Sommer 1876 zu den ersten Bayreuther Festspielen. Dort wurde Julius Stern auf ihn aufmerksam und engagierte ihn ab Herbst 1876 als Lehrer an seinem privaten Konservatorium für Musik in Berlin.
Ebenfalls auf Liszts Empfehlung kam es am 28. September 1878 zu einer ersten persönlichen Begegnung mit Richard Wagner in Bayreuth. Wagner engagierte Kellermann als Klavierlehrer für seine Töchter und beschäftigte ihn darüber hinaus als Kopisten für seine Partituren. Zeitweise wirkte Kellermann auch an der Erstellung des Parsifal-Klavierauszugs mit. Zudem übernahm er die Leitung des Bayreuther Orchestervereins, der u. a. für Opernaufführungen am Markgräflichen Opernhaus verantwortlich zeichnete und war als Hauspianist bei Herzog Alexander von Württemberg tätig, der nahe Bayreuth auf Schloss Fantaisie residierte. Hier lernte Kellermann seine spätere Frau Carola Baronesse von Freiesleben kennen.
Das Verhältnis zwischen Kellermann und der Familie Wagner war schon bald von starker Ambivalenz geprägt. 1881 kehrte Kellermann in seine Heimatstadt Nürnberg zurück und widmete sich dort verschiedenen Unterrichtstätigkeiten und Konzertveranstaltungen. Eine Bewerbung bei Karl Freiherr von Perfall an der Königlich Bayerischen Musikschule in München blieb im Herbst desselben Jahres ohne Erfolg; als Ursache hierfür sah Kellermann seinen Einsatz für das Werk von Franz Liszt. 1882 erhielt er eine Stelle als Hilfslehrer an der Königlich Bayerischen Musikschule, wo er 1883 fest angestellt wurde.
In den folgenden Jahren etablierte sich Kellermann zunehmend in München. 1884 trat er in die Münchner Freimaurerloge Zur Kette ein, der er später mehrfach als Meister vom Stuhl vorstand. Spätestens 1888 erhielt Kellermann eine Professur und ab 1905 wurde ihm die Leitung einer der neu eingerichteten Klavier-Meisterklassen übertragen. Außerdem erteilte er privaten Klavierunterricht, übernahm 1892 die musikalische Leitung des Münchner Akademischen Gesangsvereins und veranstaltete Seminare für Musiklehrer. In seinen zahlreichen Konzertauftritten spielte das Werk Franz Liszts eine zentrale Rolle.
1917 wurde Kellermann als Sachverständiger für Glocken tätig und war in dieser Funktion an der Entscheidung über Erhalt oder Verwertung für militärische Zwecke beteiligt. Im Krisenjahr 1919 erfolgte seine Berufung zum Direktor der Königlichen Akademie der Tonkunst, wo unter seiner Leitung mit einer umfassenden Neuaufstellung begonnen wurde. 1921 wurde Kellermann in den Ruhestand versetzt und starb am 14. Juni 1926 hochangesehen in München.

## Familie
1883 heiratete Kellermann die mit ihm seit 1880 verlobte Carola Baronesse von Freiesleben. Am 28. Mai 1886 wurde seine Tochter Sophie-Hermine geboren, am 10. Februar 1891 der Sohn Hellmut.

## Bekannte Schüler
- Franz Beier, Hofkapellmeister in Kassel von 1899–1914
- Wanda von Bernhard (1879–1958)
- Tilly Fleischmann (1882–1967)
- Theo Kreiten (1887–1968)
- Heinrich Laber (1880–1950)
- Télémaque Lambrino (1878–1930)
- Heinrich Kaspar Schmid (1874–1953)
- Richard Sternfeld (1858–1926)
- Richard Trunk (1879–1968)